# Чонг-Кемин
Чонг-Кеми́н (кирг. Чоң Кемин) — река в Киргизии, берущая своё начало на стыке хребтов Кюнгёй-Ала-Тоо и Заилийский Алатау. Она протекает по Чонг-Кеминской долине и впадает в Чу в пределах Чуйской долины. Длина реки составляет 116 км. Площадь водосборного бассейна — 1890 км². Средний расход воды — 21,7 м³/с.
К крупным притокам реки Чонг-Кемин относятся Кашка-Суу, Ички-Суу, Жанырык, Орто-Кайынды и др. В бассейне реки Чонг-Кемин также находится 7 озёр.
Берёт начало из озера Джасыл-Кёль. Река протекает по особо охраняемой природной территории государственного природного парка «Чон-Кемин».
Правый склон ущелья реки является естественной границей между Казахстаном и Киргизией.